# Brewery Field
 (avril 2025).
Le Brewery Field est un stade situé à Bridgend au pays de Galles. Il a une capacité de 8 000 places.

## Histoire
Il est le stade officiel du Bridgend RFC, club évoluant en championnat du pays de Galles de football de 1920 à 1929 puis de 1935 à 19349 et enfin depuis 1957.
Il a également été utilisé par l'équipe de rugby à XIII des  Crusaders de 2005 à 2009.
Ce club évoluait au sein du championnat européen de rugby à XIII, la Super League. Les Celtic Warriors, club de rugby à XV ont également joué plusieurs rencontres dans le stade à l'occasion de leur saule saison en 2003-2004.
Des courses de lévriers ont également lieu au stade entre 1929 et 1932.

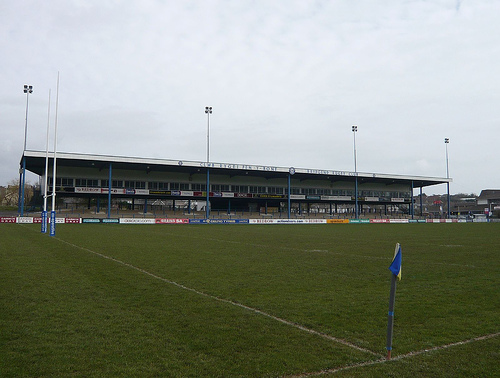
vue de la tribune principale